# Њу Касл (Пенсилванија)
Њукасл (енгл. New Castle) град је у САД у савезној држави Пенсилванија. По попису становништва из 2010. у њему је живело 23.273 становника.

## Географија
Њу Касл се налази на надморској висини од 846 ft (258 m).

## Демографија
Према попису становништва из 2010. у граду је живело 23.273 становника, што је 3.036 (11,5%) становника мање него 2000. године.
|                   | 2010.           | 2000.           |
| Укупно            | 23 273 (100,0%) | 26 309 (100,0%) |
| Белци             | 19 133 (82,21%) | 22 729 (86,39%) |
| Афроамериканци    | 2 836 (12,19%)  | 2 839 (10,79%)  |
| Остали            | 836 (3,592%)    | 496 (1,885%)    |
| Хиспаноамериканци | 381 (1,637%)    | 199 (0,756%)    |
| Азијати           | 87 (0,374%)     | 46 (0,175%)     |